# Okręg Gałacz
Gałacz (rum. Galați) – okręg we wschodniej Rumunii (Mołdawia zachodnia), ze stolicą w mieście Gałacz. W 2011 roku liczył 536 167 mieszkańców. Okręg ma powierzchnię 4466 km², a jego gęstość zaludnienia wynosiła w 2001 roku 144 os./km².

## Struktura narodowościowa
Według spisu ludności z roku 2011 okręg Gałacz zamieszkiwały następujące narodowości:
- Rumuni - 90,1%
- Romowie - 3,2%
- Rosjanie - 0,034%
- Grecy - 0,029%
- Węgrzy - 0,025%
- Turcy - 0,015%
- Włosi - 0,013%
- Niemcy - 0,012%
- Żydzi - 0,011%
- Ukraińcy - 0,009%

## Miasta
- Gałacz (rum. Galați)
- Tecuci
- Târgu Bujor
- Berești.

## Gminy
- Barcea
- Bălăbănești
- Bălășești
- Băleni
- Băneasa
- Berești-Meria
- Brăhășești
- Braniștea
- Buciumeni
- Cavadinești
- Cerțești
- Corni
- Corod
- Cosmești
- Costache Negri
- Cuca
- Cudalbi
- Cuza Vodă
- Drăgănești
- Drăgușeni
- Fârțănești
- Foltești
- Frumușița
- Fundeni
- Ghidigeni
- Gohor
- Grivița
- Independența
- Ivești
- Jorăști
- Liești
- Măstăcani
- Matca
- Movileni
- Munteni
- Nămoloasa
- Negrilești
- Nicorești
- Oancea
- Pechea
- Piscu
- Poiana
- Priponești
- Rădești
- Rediu
- Scânteiești
- Schela
- Șendreni
- Slobozia Conachi
- Smârdan
- Smulți
- Suceveni
- Suhurlui
- Țepu
- Tudor Vladimirescu
- Tulucești
- Umbrărești
- Valea Mărului
- Vânători
- Vârlezi
- Vlădești